# グアルディスタッロ
グアルディスタッロ（伊: Guardistallo）は、イタリア共和国トスカーナ州ピサ県にある、人口約1,200人の基礎自治体（コムーネ）。

## 地理

### 位置・広がり

#### 隣接コムーネ
隣接するコムーネは以下の通り。括弧内のLIはリヴォルノ県所属を示す。
- ビッボーナ (LI)
- カザーレ・マリッティモ
- チェーチナ (LI)
- モンテカティーニ・ヴァル・ディ・チェーチナ
- モンテスクダーイオ